# Constantin C. Popovici
Constantin C. Popovici (n. 12/24 martie 1878, Iași – d. 26 noiembrie 1956, București) a fost un matematician și astronom român, membru de onoare al Academiei Române.

## Biografie
A fost profesor universitar la Iași și București, membru de onoare al Academiei Române. A contribuit la înființarea Observatorului de la Iași (1913), pe care l-a condus. Ulterior a fost director al Observatorului astronomic din București.

## Creația științifică
A scris lucrări matematice în domeniul ecuațiilor funcționale, ecuațiilor integrale și sistemelor de ecuații diferențiale. A efectuat studii privind distribuția pulberii cosmice în jurul unei stele, formarea cozilor de comete, vârsta sistemului solar, presiunea luminii în mecanica cerească